# Casa danzante
La Casa danzante (in ceco Tančící dům) è il soprannome dato alla Sede degli Uffici Nazionali Olandesi (Nationale Nederlander Building) edificio nel centro di Praga. Fu progettata dall'architetto croato Vlado Milunić in cooperazione con il canadese Frank Gehry. La posizione scelta era un posto vacante sul lungofiume, nel quartiere di Nové Město. L'edificio che occupava precedentemente quel luogo era stato distrutto durante i bombardamenti di Praga nel 1945. La costruzione ebbe inizio nel 1994 e terminò nel 1996.

## Origine
Originalmente chiamato Fred and Ginger (da Fred Astaire e Ginger Rogers) la casa ricorda vagamente una coppia di ballerini. Il Decostruttivismo qui richiama il Neobarocco, il Neogotico e l'Art Nouveau, stili architettonici per i quali Praga è famosa.

## Struttura

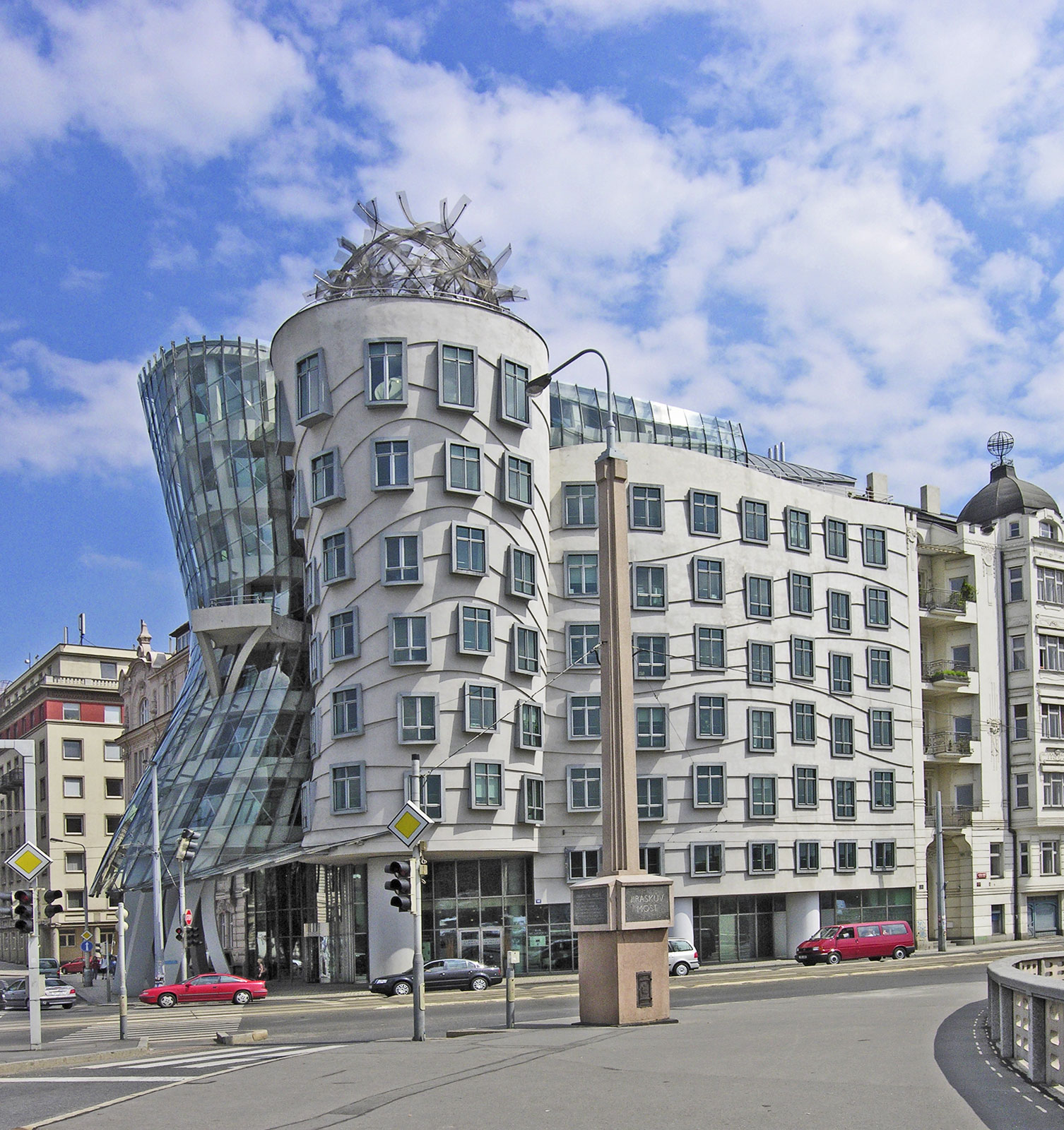
Vista dal ponte

Lo stile fortemente non convenzionale creò delle controversie al tempo della costruzione. Il presidente ceco Václav Havel, che visse per decenni vicino al sito, ha supportato il progetto, sperando che l'edificio divenisse un centro di attività culturali.
Il piano originale che proponeva un centro culturale non venne realizzato. Al settimo piano si trova un ristorante francese con una magnifica vista della città. Tra gli altri occupanti la casa ospita alcune compagnie multinazionali. Data la collocazione su di una strada molto trafficata l'edificio è dotato di una circolazione forzata da aria, che rende l'interno più confortevole per gli occupanti.

## Interni
All'interno troviamo Ginger & Fred restaurant, che dà anche il soprannome alla struttura per Fred Astaire e Ginger Rogers, famosi ballerini americani. Si può anche trovare un hotel, dal quale è possibile ammirare la vista e una galleria d'arte, dove si possono ammirare mostre.